# Lars-Arne Bölling
Lars-Arne Bölling, född Lars Arne Torsten 6 oktober 1944 i Sörsjön, är en svensk tidigare längdskidåkare. 
Bölling tävlade på klubbsidan  för IFK Mora och Orsa IF. Han vann Vasaloppet 1970 och 1972. Han blev även svensk mästare på 15 kilometer 1970 och på 30 kilometer 1973 samt på 50 kilometer 1970 och 1971. Han ingick även i IFK Moras lag som blev svenska stafettmästare åren 1970–1973 och 1974 vann han samma titel med Orsa IF.
Lars-Arne Bölling belönades med Sixten Jernbergpriset 1970. och tävlade för Sverige vid olympiska vinterspelen 1972 i Sapporo, där han slutade sjua på femmilen. 1973 vann han långloppet Marcialonga i Italien.
Han är son till Arne Bölling, som kom tvåa i Vasaloppet 1943, och brorson till Stig Bölling.

### Fotnoter
1. ↑  ”Vasaloppet”. Vasaloppet. Arkiverad från originalet den 3 december 2013. https://web.archive.org/web/20131203033229/http://www.vasaloppet.se/wps/wcm/connect/989fe080449c33e79e4cff27c64f5ec4/segrare_Vasaloppet_sv3bcd.pdf?MOD=AJPERES. Läst 30 november 2013.
2. ↑  ”Längd herrar”. Svenska Skidförbundet. Arkiverad från originalet den 9 mars 2015. https://web.archive.org/web/20150309083750/http://www.skidor.com/Foljoss/Historikochstatistik/Svenskamastare/Langdherrar/. Läst 30 november 2013.
3. ↑  ”Sixten Jernbergpriset”. Svenska Skidförbundet. Arkiverad från originalet den 20 december 2017. https://web.archive.org/web/20171220125039/http://www.skidor.com/svenskaskidforbundet/utmarkelser/SixtenJernbergpriset/. Läst 30 november 2013.
4. ↑  Lars-Arne Bölling på Sveriges Olympiska Kommittés webbplats
5. ↑  ”Founding & Historical Facts” (på engelska). Worldloppet Ski Federation. Arkiverad från originalet den 12 mars 2013. https://web.archive.org/web/20130312041518/http://www.worldloppet.com/anniversary_book/WL_75.pdf. Läst 30 november 2013.
6. ↑  ”Minns du loppet? - 70-tal”. Sveriges Radio. http://sverigesradio.se/sida/artikel.aspx?programid=179&artikel=1905130. Läst 30 november 2013.